# Love and Kisses
Love And Kisses — дебютный студийный альбом австралийской певицы Данни Миноуг. Был выпущен в Европе 3 июня 1991 года. Уже в августе диск стал золотым, было продано свыше 75000 копий. Всего с альбома было выпущено пять синглов. Большинство материала было записано в Нью-Йорке.
«Love & Kisses» был переиздан 7 декабря 2009 года, на двух дисках под названием «Love & Kisses. Delux Edition».

## Список композиций
1. «Love and Kisses» (Dancin' Danny D 7" remix) (Alvin Moody) — 3:27
2. «$ucce$$» (Bruce Forest 7" remix) (Minogue, Moody) — 3:40
3. «So Hard To Forget» (Gale, Hairston) — 5:14
4. «Party Jam» (Bell, Isles, Moody) — 3:35
5. «Attitude» (Moody) — 5:08
6. «Work» (Bell, Dukes, Isles, Moody) — 4:26
7. «Jump to the Beat» (Narada Michael Walden, Lisa Walden) — 4:04
8. «Call to Your Heart» (Edited version) (Arderley, Moody) — 5:32
9. «I Don't Wanna Take This Pain» (Original version) (Bell, Isles, Moody) — 4:43
10. «Love Traffic» (Kylie Minogue, Moody) — 5:59
11. «Baby Love» (Original version) (Stephen Bray, Kessler, Richards) — 4:41
12. «True Lovers» (Dancin' Danny D remix) (Bell, Moody) — 4:34

## Позиции в чартах
| Чарт (1991)             | Наивысшая позиция |
| ----------------------- | ----------------- |
| Australian Albums Chart | 98                |
| UK Albums Chart         | 6                 |
| UK Albums Chart         | 42                |